# Martiodendron excelsum
Martiodendron excelsum là một loài thực vật có hoa trong họ Đậu. Loài này được (Benth.) Gleason miêu tả khoa học đầu tiên.